# 森保彦
森 保彦（もり やすひこ、1945年2月14日 - ）は、日本の弁護士、馬主。

## 経歴・人物
1945年、東京都出身。1967年に明治大学法学部を卒業し1972年に司法試験に合格、1975年に弁護士登録した。以降は日本弁護士連合会代議員、民事調停委員、学校法人いわき明星大学理事などを歴任し、現在は株式会社アイロムグループ法律顧問などを務める。

## 馬主活動

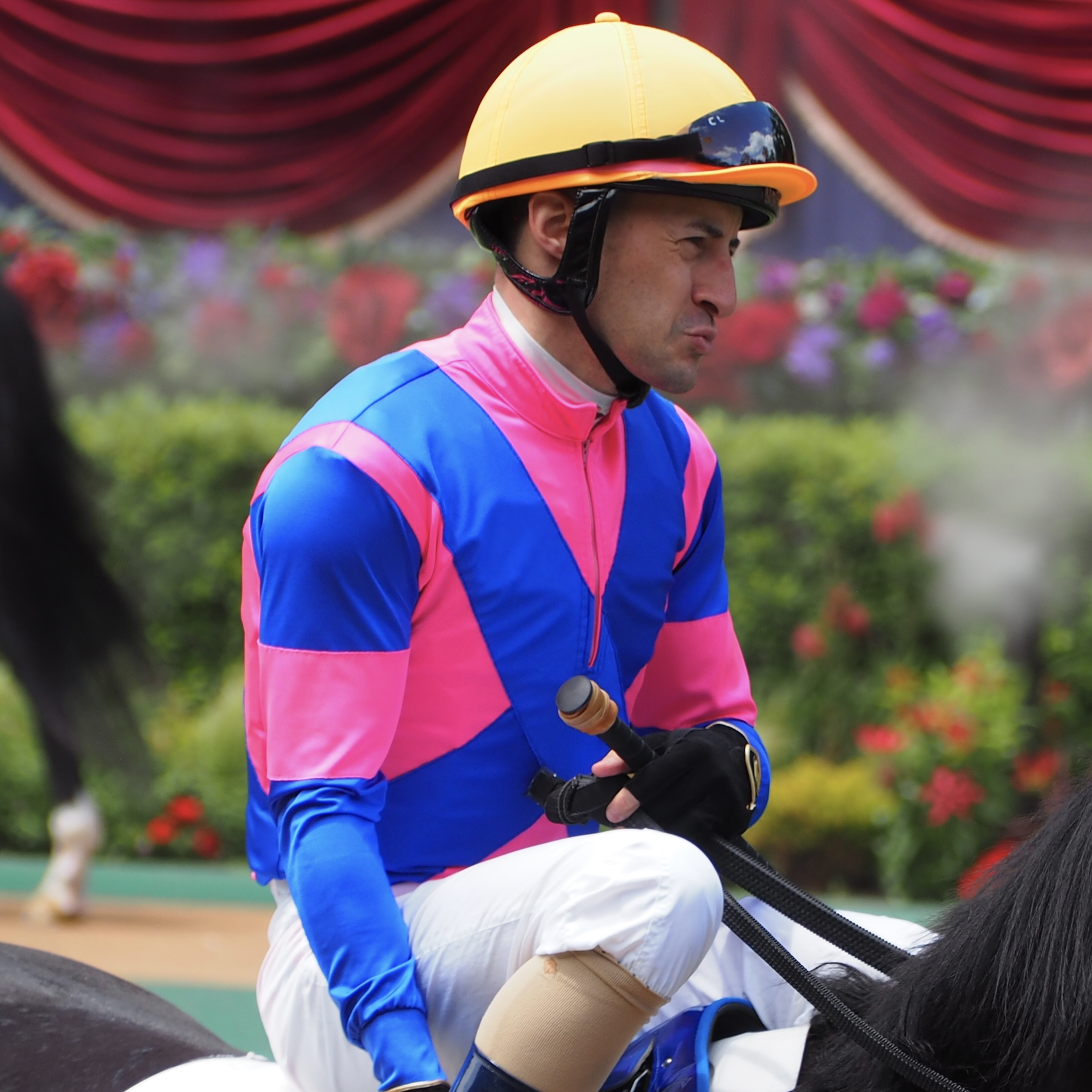
森の勝負服を着用したクリストフ・ルメール

日本中央競馬会（JRA）および地方競馬全国協会（NAR）に登録している馬主としても知られる。勝負服の柄は桃、青十字襷、青袖桃一本輪、冠名には「タケル」を用いる。
2012年3月より一般社団法人東京馬主協会会長。また日本馬主協会連合会会長を2013年1月から2017年3月にかけて務めた。

## 主な所有馬

### 地方重賞優勝馬
- ヤマトオウジ（1993年金杯【北海道】、1994年瑞穂賞）
- タケルオウジ（2014年サンライズカップ）

### その他の所有馬
- タケルペガサス（2021年UAEダービー4着）